# Giovanni Battista Fagiuoli
Giovanni Battista Fagiuoli, né à Florence le 24 juin 1660 où il est mort le 12 juillet 1742, est un écrivain, poète et dramaturge italien.

## Biographie
Poète comique et burlesque, il est reçu fort jeune à l'Académie des Apatistes et jouit alors d'une importante faveur à la cour de Cosme III.
Membre du conseil des Deux-Cents puis de la magistrature degli Otto (Otto di Guardia e Balia (it), tribunal criminel) et de celle de' Nove, ses poésies burlesques ont été publiées en 1729 sous le titre Rime piacevoli (6 vol.) et ses comédies parurent en sept volumes, à Florence, de 1734 à 1736. 
Il est inhumé dans la basilique San Lorenzo de Florence.